# Cerkiew Świętej Trójcy w Trójcy
Cerkiew Świętej Trójcy w Trójcy – nieistniejąca drewniana parafialna cerkiew greckokatolicka w Trójcy, w powiecie bieszczadzkim województwa podkarpackiego.
Cerkiew została zbudowana w 1763 (niektóre źródła podają 1792). Miała późnobarokowy ikonostas i klasycystyczne ołtarze boczne. Była odnowiona w 1937, została rozebrana w 1972 na osobiste polecenie premiera Piotra Jaroszewicza.
Wcześniej, już w drugiej połowie XIV wieku (pierwsza wzmianka z 1367), działał tutaj Monaster Świętej Trójcy. Pierwsza wzmianka o cerkwi w Trójcy pochodzi z 1510. Przy bazyliańskim monastyrze w XVII i pierwszej połowie XVIII wieku działał ośrodek pisania ikon, powiązany z sąsiadującymi podobnymi w Posadzie Rybotyckiej i Rybotyczach.
Do parafii greckokatolickiej w Trójcy należały również filialne cerkwie w Jamnej Dolnej i Górnej.

## Literatura
- Dmytro Błażejowśkyj - "Istorycznyj szematyzm Peremyskoji Eparchiji z wkluczennjam Apostolśkoji Administratury Łemkiwszczyny (1828-1939)", Lwów 1995, ISBN 5-7745-0672-X